# Красный Октябрь (Мордовия)
Красный Октябрь — деревня Ковылкинского района Республики Мордовия в составе Краснопресненского сельского поселения. 

## География
Находится на расстоянии примерно 10 километров по прямой на север-северо-восток от районного центра города Ковылкино.

## Население
Постоянное население составляло 6 человек (русские 83%) в 2002 году, 3 в 2010 году .